# Solferinograben
Der Solferinograben ist ein Fließgewässer in Hamburg-Langenhorn und Nebengewässer der Tarpenbek.
Er verläuft südwestlich der Solferinostraße und mündet in ein Rückhaltebecken des Bornbachs.